# 344e régiment d'infanterie
Le 344e régiment d'infanterie (344e RI) est un régiment d'infanterie de l'Armée de terre française constitué en 1914 avec les bataillons de réserve du 144e régiment d'infanterie.
À la mobilisation, chaque régiment d'active créé un régiment de réserve dont le numéro est le sien plus 200.

## Création et différentes dénominations
- 1914 : 344e régiment d'infanterie
- 1919 : dissolution[réf. souhaitée]
- 1939 : recréé
- 1940 : dissolution

## Chefs de corps
- 01/08/1914 - 20/08/1914: Lieutenant-colonel Barraud, blessé grièvement le 20 août à Faxe-Fonteny[1]
- Lt Colonel Carron 1918

## Historique des garnisons, combats et batailles

### Première Guerre mondiale

#### Affectations
- 68e division d'infanterie d'août 1914 à ?

#### 1914
Combat Faxe Fonteny (57) le 20/08/1914. Tués: 3 ; Blessés: 102; Disparus: 1087 ; Chevaux perdus: 18

### Seconde Guerre mondiale
Formé à Saintes le 6 septembre 1939, il fait partie des quatre régiments d'infanterie métropolitains de la XVIIIe région militaire (218e, 257e, 323e et 344e) envoyés en Afrique du Nord après la mobilisation, moins son IVe bataillon de défense du littoral rattaché à l'organe de commandement du littoral F (zone de Rochefort).
En Afrique du Nord, le 344e régiment d'infanterie est à la 183e division d'infanterie d'Afrique, puis en novembre 1939 à la 87ebis devenue 180e division d'infanterie d'Afrique. Du 10 mars 1940 au 23 mai 1940, il est affecté la 83e division d'infanterie d'Afrique. Il rejoint finalement la 87e division d'infanterie d'Afrique rapatriée en métropole et il participe aux derniers combats vers Fontainebleau[réf. souhaitée].

## Drapeau
Il porte, cousues en lettres d'or dans ses plis, les inscriptions suivantes :
- Verdun 1916-1917
- Tardenois 1918
- Somme-Py 1918

Fourragère aux couleurs de la Croix de guerre 1914-1918 décernée le 4 novembre 1918

### Insigne
Le régiment n'a pas reçu d'insigne.

### Devise
Grogne mais marche

## Personnalités ayant servi au régiment
- Émile Bréhier (1876-1952), écrivain et philosophe.
- Gaston Monod (1883-1914), linguiste et professeur de littérature française.
- Henri Lacassagne (1883-1918), rugbyman.
- Maurice Sère (1904-1985), résistant, Compagnon de la Libération.